# روبرت ودبيري (سياسي)
روبرت ودبيري هو سياسي أمريكي، ولد في 1938، وتوفي في 12 سبتمبر 2009. نشط حزبياً في الحزب الديمقراطي.